# Женская сборная Италии по хоккею на траве
Женская сборная Италии по хоккею на траве — женская сборная по хоккею на траве, представляющая Италию на международной арене. Управляющим органом сборной выступает Федерация хоккея на траве Италии (итал. Federazione Italiana Hockey, англ. Italy Hockey Federation).
Сборная занимает (по состоянию на 16 июня 2014) 17-е место в рейтинге Международной федерации хоккея на траве (FIH).

## Результаты выступлений
Чемпионат мира
- 1974 — не участвовали
- 1976 — 10-е место
- 1978—2014 — не участвовали
- 2018 — 9-е место

Мировая лига
- 2012/13 — 12-е место
- 2014/15 — 16-е место
- 2016/17 — 12-е место

Чемпионат Европы
- 1984 — 12-е место
- 1987 — 11-е место
- 1991 — 11-е место
- 1995 — 9-е место
- 1999 — не квалифицированы
- 2003 — 11-е место
- 2005 — не участвовали
- 2007 — 7-е место
- 2009 — не участвовали
- 2011 — 8-е место
- 2013 — не участвовали
- 2015 — 7-е место

Чемпионат мира по индорхоккею
- 2003 — не участвовали
- 2007 — 10-е место
- 2011—2015 — не участвовали